# Samsung Galaxy Watch 3
Samsung Galaxy Watch 3 (cách điệu là Samsung Galaxy Watch3) là một chiếc đồng hồ thông minh được phát triển bởi Samsung Electronics, được phát hành vào ngày 5 tháng 8 năm 2020 tại Sự kiện Unpacked của Samsung cùng với các flagship của dòng Galaxy Note và dòng Galaxy Z, tức là Samsung Galaxy Note 20 và Samsung Galaxy Z Fold 2, tương ứng.
Do những hạn chế của đại dịch COVID-19 đối với một số cuộc giao lưu xã hội, đồng hồ thông minh đã được phát hành thông qua các kênh trực tuyến của Samsung.

## Thông số kỹ thuật

### Phần cứng và thiết kế
Galaxy Watch 3 đi kèm với màn hình Super AMOLED 1,4 (360 × 360) inch với mật độ điểm ảnh ~ 364 ppi, được cung cấp năng lượng bởi pin 340 mAh không thể tháo rời có thể hỗ trợ sạc cảm ứng Qi. Đồng hồ thông minh có RAM 1 hoặc 2 GB và bộ nhớ 8GB mà không cần mở rộng thẻ SD. Galaxy Watch 3 cũng có viền bezel xoay được cơ học như dòng Samsung Galaxy Watch thế hệ thứ nhất và có mặt trước bằng kính được làm từ phiên bản Gorilla Glass DXT. Đồng hồ tương thích với dây đeo 20 hoặc 22mm cũng có sẵn cho đồng hồ thông minh. Các màu, Đen, Bạc và Vàng là các biến thể màu mà đồng hồ thông minh có sẵn.
| Mô hình                        | Galaxy Watch                  | Nguồn |
| ------------------------------ | ----------------------------- | ----- |
| Kích thước                     | 45 mm                         | [ 8 ] |
| Màu sắc                        | Bạc đen                       | [ 8 ] |
| Trưng bày                      | 1,4 "                         | [ 8 ] |
| Độ phân giải                   | 360 x 360 điểm ảnh            | [ 8 ] |
| Phần số                        | ...                           | [ 8 ] |
| Kính                           | ...                           | [ 8 ] |
| Bộ xử lý                       | Exynos 9110 lõi kép 1,15 G Hz | [ 8 ] |
| RAM                            | 1GB                           | [ 8 ] |
| Hệ điều hành                   | Tizen (OS 5.5)                | [ 8 ] |
| Kích thước                     | ...                           | [ 8 ] |
| Trọng lượng (không có dây đeo) | ...                           | [ 8 ] |
| Kích thước dây đeo             | 22 mm                         | [ 8 ] |
| Không thấm nước                | 5 ATM + IP68                  | [ 8 ] |
| Bộ nhớ                         | ...                           | [ 8 ] |
| Bộ nhớ                         | ...                           | [ 8 ] |
| Kết nối                        |                               | [ 8 ] |
| Cảm biến                       | - TBA                         | [ 8 ] |
| Pin                            | TBA                           | [ 8 ] |

### Phần mềm
Đồng hồ thông minh được phát hành với Tizen 5.5 có giao diện phần mềm thiết kế riêng độc đáo của Samsung.

## Định giá
Galaxy Watch ra mắt với 2 phiên bản 41mm và 45mm chính, với giá cho mỗi phiên bản là:
- Bản 41mm có giá khởi điểm từ £399/$399 và tăng lên thành £429/$449 cho bản có trang bị kết nối mạng di động.
- Bản 45mm có giá khởi điểm từ £419/$429 và tăng lên thành £459/$479 cho bản có trang bị kết nối mạng di động.

## Tiếp nhận
Ars Technica gọi Galaxy Watch 3 là "bản làm mới" của Galaxy Watch Active2, không có "nhiều tính năng mới ngoài tính năng phát hiện rơi được bổ sung", nhưng "cung cấp tất cả các tiện ích bạn mong đợi, như khả năng để nhận cuộc gọi, kiểm tra thư thoại và gửi tin nhắn văn bản ".